# Даме (Гольштейн)
Даме (нем. Dahme) — община в Германии, в земле Шлезвиг-Гольштейн. 
Входит в состав района Восточный Гольштейн. Население составляет 1247 человек (на 31 декабря 2010 года). Занимает площадь 9,08 км².
Даме — курорт Балтийского моря, расположенный примерно в 20 км к северо-востоку от Нойштадт-ин-Хольштайн. Впервые Даме упоминается в документе 1299 года. Об этом также свидетельствует мемориальный камень в центре города. Название происходит от славянского dabje (то есть дубовая роща).